# Albane Gaillot

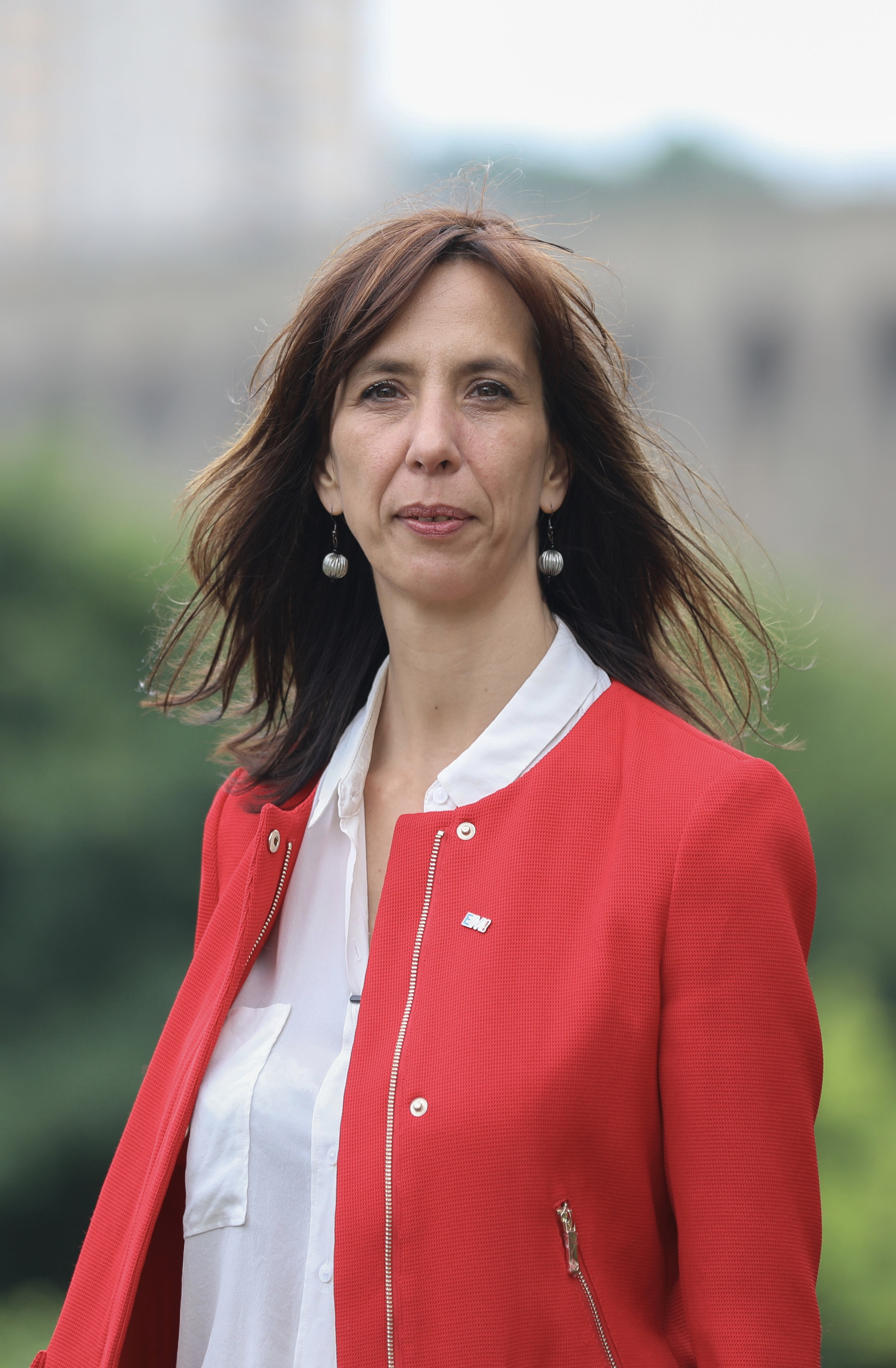
Albane Gaillot (2017)

Albane Gaillot (* 7. Juli 1971) ist eine französische Politikerin, die seit 2017 den Wahlkreis Val-de-Marne XI in der französischen Nationalversammlung vertritt. Von 2016 bis 2019 war sie Mitglied der Bewegung bzw. Partei La République en Marche (LREM). Im Mai 2020 gehörte sie zu den 17 Abgeordneten, die die neue Fraktion Écologie Démocratie Solidarité  in der Nationalversammlung gründeten.

## Studium und berufliche Laufbahn
Nach dem Studium der Rechtswissenschaft an der Universität Panthéon-Assas arbeitete Gaillot ab 1999 in der Organisation Audiens. Sie bekleidete dort verschiedene Posten.

## Politische Laufbahn

### Kommunalpolitik
Gaillots erstes politisches Engagement bestand in einer Kandidatur bei den Kommunalwahlen 2014 auf Platz 4 der Liste „Villejuif notre ville“, einer (ökologisch orientierten Mitte-links-Bürgerliste) unter der Führung von Philippe Vidal (DVG). Die Liste erhielt im ersten Wahlgang 10,64 % der Stimmen. Für den zweiten Wahlgang schloss sie sich mit drei anderen Listen zusammen, Gaillot war auf der neuen Gemeinschaftsliste, die von Franck Le Bohellec (UMP) angeführt wurde, nicht mehr vertreten. Sie trat aus der Vereinigung „Villejuif notre ville“ im Juni 2015 aus.

### Abgeordnete der Nationalversammlung
Bei der Parlamentswahl in Frankreich 2017, wurde Gaillot im 11. Wahlkreis von Val-de-Marne als Abgeordnete in die Nationalversammlung gewählt. Sie erhielt im zweiten Wahlgang 53,61 % der Stimmen.
Gaillot ist Mitglied im Sozialausschuss in der Nationalversammlung. Dort befasst sie sich mit Frauenrechten, Schulbildung, Behindertenfragen, Stimmerziehung und Digitalisierung. Sie ist Mitglied der französischen Delegation zur Parlamentarischen Versammlung des Europarates (PACE).
Im Juli 2019 stimmte Gaillot gegen die Ratifizierung des CETA-Abkommens.
Am 9. September 2019 teilte Gaillot mit, sie würde aus der Fraktion der LREM in der Kammer austreten und nur in einer Listenverbindung mit dieser verbleiben.  Die Listenverbindung  wurde am 13. September begründet.
Im November 2019 wandte sich Gaillot zusammen mit zehn Abgeordneten der LREM-Fraktion gegen Maßnahmen der Regierung in Bezug auf die Gesundheitsversorgung von Migranten.
Im Mai 2020 schloss sie sich mit sieben LREM-Dissidenten der Gruppe Ecologie Democratie Solidarité an, wodurch der Präsident die absolute Mehrheit im Parlament verlor und der Druck erhöht wurde, die Politik mehr nach links auszurichten.

## Privates
Gaillot ist verheiratet und hat zwei Kinder. Sie wohnt seit 1976 in Villejuif. Sie ist kulturell, sozial und als Mutter zweier Schüler in das Gemeindeleben eingebunden. Sie pflegt ihre Theaterleidenschaft. Sie hat an Workshops des Romain-Rolland-Theaters in Villejuif teilgenommen und spielt in einem Amateurtheater mit.